# Arbeit Macht Frei (álbum)
Arbeit Macht Frei  es el primer álbum debut y álbum de estudio de la banda vanguardista italiana de rock: Area. Lanzado en 1973.
Se le considera una de las mayores obras del grupo, debido a su expresionismo vanguardista en la composición del álbum.
El sencillo ""Luglio, Agosto, Settembre (Nero)" es una referencia y crítica a la organización terrorista llamada Septiembre Negro y también el sencillo "L'Abbattimento dello Zeppelin" es una referencia al sencillo "Whole Lotta Love" del grupo de rock británico: Led Zeppelin que fue cuando en una grabación o sesión les habían pedido a los miembros del grupo que tocaran dicha canción.
El álbum tuvo críticas y también críticas positivas en su lanzamiento, su álbum debut se le considera en la actualidad como material de culto y también buscado por los mismos seguidores de culto.

## Sonido
El sonido del álbum predominadamente es del estilo rock progresivo italiano, pero también se cuentan con influencias de la improvisación libre, jazz fusión, avant-garde jazz, avant-prog, jazz rock y el experimental.

## Lista de canciones
Todas las canciones escritas y compuestas por Area. 
| Arbeit Macht Frei |                                    |          |  |
| N.º               | Título                             | Duración |  |
| 1.                | «Luglio, Agosto, Settembre (Nero)» | 04:27    |  |
| 2.                | «Arbeit Macht Frei»                | 07:56    |  |
| 3.                | «Consapevolezza»                   | 06:06    |  |
| 4.                | «Le Labbra del Tempo»              | 06:00    |  |
| 5.                | «240 Chilometri da Smirne»         | 05:10    |  |
| 6.                | «L'Abbattimento dello Zeppelin»    | 06:45    |  |
| 36:24             |                                    |          |  |

## Personal
- Demetrio Stratos - vocal, órgano, tambores metálicos de trinidad y tobago
- Eddie Busnello - saxofón
- Patrick Djivas - bajo, contrabajo
- Patrizio Fariselli  - teclados, piano (estilo acústico)
- Giampaolo Tofani - guitarra, VCS 3
- Giulio Capiozzo - batería, percusión

### Personal adicional
- Ria Gaetano - ingeniería de sonido